# Jalón Ángel
Jalón Ángel (1898-1976), llamado realmente Ángel Hilario García de Jalón Hueto, fue un afamado fotógrafo español nacido en Viana (Navarra) en 1898.

## Biografía
Nacido en Viana, el 11 de agosto de 1898, Ángel Hilario García de Jalón fue hijo de Fermín García de Jalón y Martínez de la Torre y de Socorro Hueto. Fotógrafo por influencia familiar, murió en Zaragoza el 6 de diciembre de 1976.
Inició su primera formación en Logroño, con el maestro Alberto Muro, y la perfeccionó en 1916, primero en Lyon (Francia), con los maestros Pacalet y Tony Tollet, y posteriormente en París. En esta última ciudad estudió en la Academia de Bellas Artes y trabajó con el fotógrafo norteamericano Benjamin Benson, o Benson Benjamin, como se hacía llamar, de quien aprendió los secretos de la fotografía de moda en la ciudad de la luz. También admiró a Arlanda.

### Trayectoria
En 1926, Ángel García de Jalón se instala en Zaragoza y abre su propio estudio, en la calle Alfonso I, con el nombre de Jalón Ángel, como recuerdo y homenaje a su maestro Benson Benjamín, que había invertido el nombre y el apellido. Por su estudio pasó lo más granado de la sociedad aragonesa, pero también personajes relevantes de la política nacional, del mundo del teatro y del cine, religiosos. Desde la  Sociedad Fotográfica de Zaragoza ejerció la tarea de crítico.
Durante la guerra civil española retrató a los jerarcas del nuevo régimen, civiles y militares, desplazándose para ello varias veces a Salamanca y Burgos. Fue el primer fotógrafo oficial de Franco, cuyas imágenes comenzaron a colgarse en todos los edificios administrativos de la España sublevada. Al final de la guerra, en 1939, editó un álbum con 32 fotografías titulado Forjadores de Imperio, con portada del pintor aragonés Alberto Duce e introducciones de José María Pemán y Federico García Sanchiz.
Hacia 1950 viaja  a Vevey (Suiza) para conocer los últimos avances de la fotografía en color. Traduce el libro Fotografía del color sobre papel, de A. Curchod y organiza el I Congreso de Fotografía en Color de Zaragoza, difundiendo la nueva técnica mediante cursos a profesionales.

## Reconocimientos
En 1939 será reclamado por la Casa Real para realizar una serie fotográfica a Alfonso XIII en su exilio romano, junto con Don Juan de Borbón y la Reina Victoria.
Ya al final de su vida, retrató también a la familia del entonces Príncipe de Asturias, Don Juan Carlos de Borbón, Doña Sofía y los Infantes.